# سلمى إسماعيل
سلمى إسماعيل (بالملايوية: Salma Ismail)‏ هي طبيبة ماليزية، ولدت في 19 ديسمبر 1918 في ألور ستار في ماليزيا، وتوفيت في 20 يوليو 2014 في كوالالمبور في ماليزيا.